# Dioscorea japonica
Espèce
Classification APG III (2009)
Dioscorea japonica, ou igname du Japon, est une espèce d'igname, une plante de la famille des Dioscoreaceae dont le tubercule est comestible.

## Origine
Cette espèce de Dioscorea est originaire non seulement du Japon mais aussi de Chine, de Corée et de l'Assam en Inde.
Au Japon, distincte de celle couramment cultivée, il existe une variété sauvage de Dioscorea japonica : l’igname sauvage du Japon, variété endémique des prés et des montagnes.

## Noms vernaculaires
Son nom japonais courant est yamaimo (山芋, lit. « igname des montagnes ») pour la variété cultivée et jinenjo (自然薯, lit. « igname sauvage ») pour la variété sauvage.
En chinois son nom est Rìběnshǔyù (日本薯蓣, lit. « igname du Japon »), et en coréen cham ma (참마) ou dang ma (당마).

## Consommation

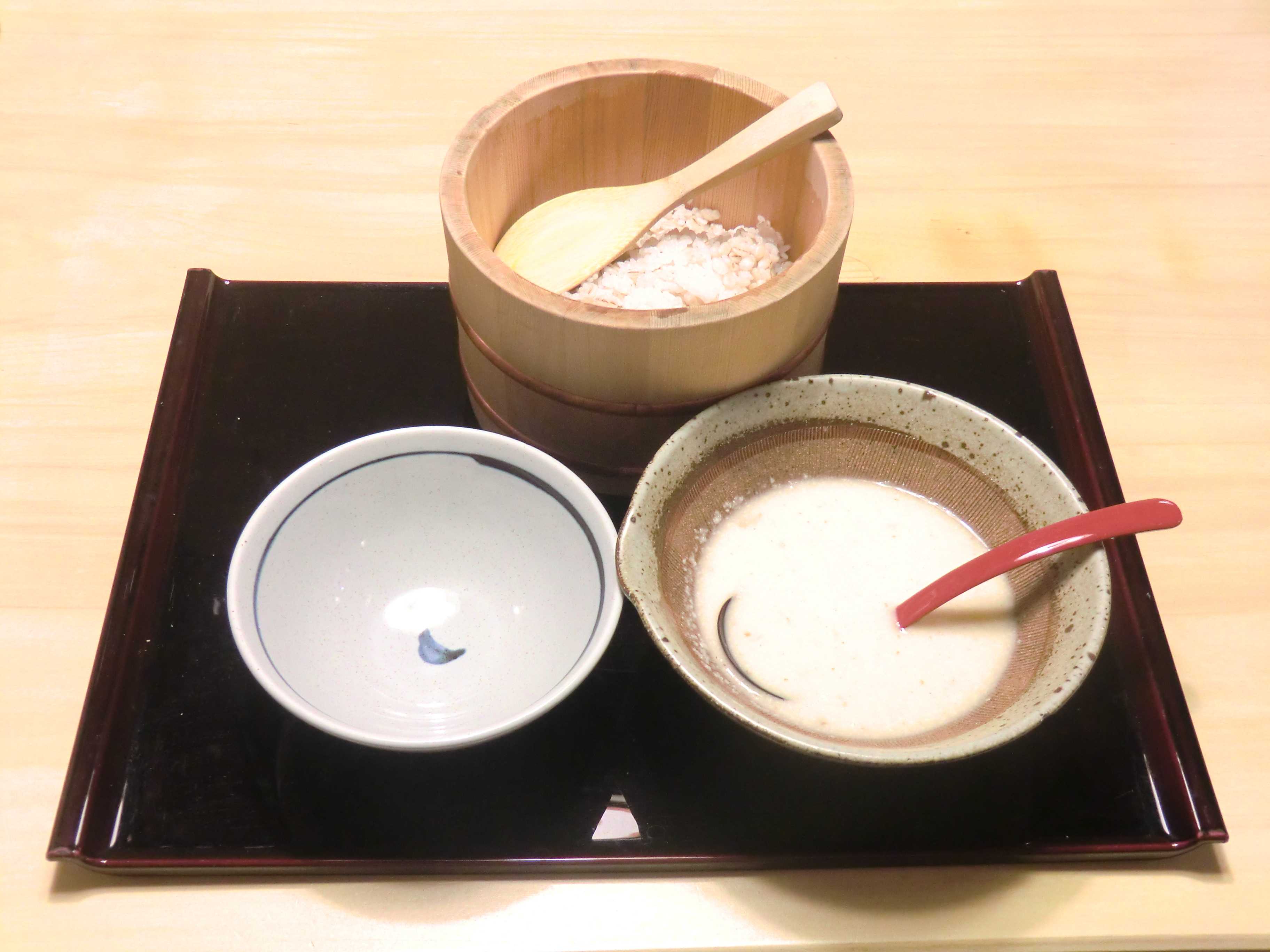
Mugitoro gohan

Au Japon, yamaimo peut être consommé râpé (tororo) seul, sur un bol de riz sous le nom tororo kake gohan (とろろかけご飯), ou sur un bol d'orge sous le nom mugitoro gohan (麦とろご飯).
Jinenjo est utilisée comme ingrédient dans la confection des soba (nouilles japonaises).

## Composition chimique
L’igname du Japon contient deux agents anti-mutagènes, l'eudesmol et le paéonol.